# Beth Ostrosky
Beth Ostrosky Stern (Pittsburgh, 15 de julio de 1972) es una actriz, autora, modelo y activista estadounidense.

## Carrera
Ostrosky trabajó como modelo en su adolescencia. Se mudó de Pittsburgh a la ciudad de Nueva York para continuar su carrera de modelo y trabajó para varias de las casas de moda en esa ciudad a principios de la década de 2000. Poco después de su llegada, los cazatalentos comenzaron a prestarle atención y le ofrecieron pequeños papeles en películas y campañas publicitarias en televisión.
Ostrosky recibió su primer papel notable como una de las hijas de los supuestos padres biológicos de Ben Stiller en la película de 1996 Flirting with Disaster. Cuatro años más tarde tuvo un papel más destacado en la película Whipped, con Amanda Peet. Ostrosky también ha aparecido en televisión, integrando el reparto en la última temporada del programa Filter y en la serie de Spike TV Casino Cinema.
En 2010 escribió Oh My Dog: How to Choose, Train, Groom, Nurture, Feed, and Care for Your New Best Friend, que alcanzó el número 5 en la lista de superventas del New York Times. En 2014 escribió el libro infantil Yoda: The Story of a Cat and his Kittens sobre un gato persa con una enfermedad cardíaca, que ella y su marido rescataron. Las ganancias del libro se destinaron a apoyar a Bianca's Furry Friends, un refugio de animales. En 2015 escribió una secuela, titulada Yoda Gets a Buddy.

## Plano personal

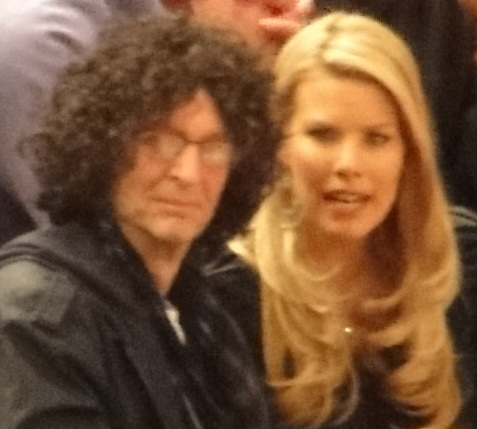
Howard Stern y Beth Ostrosky

Ostrosky y el locutor radial Howard Stern se comprometieron el 13 de febrero de 2007 tras siete años de noviazgo. La pareja se casó en el restaurante Le Cirque en Nueva York el 3 de octubre de 2008. Con su esposo ha rescatado una gran cantidad de animales en condición de calle.